# Józefa Kratochwila-Widymska

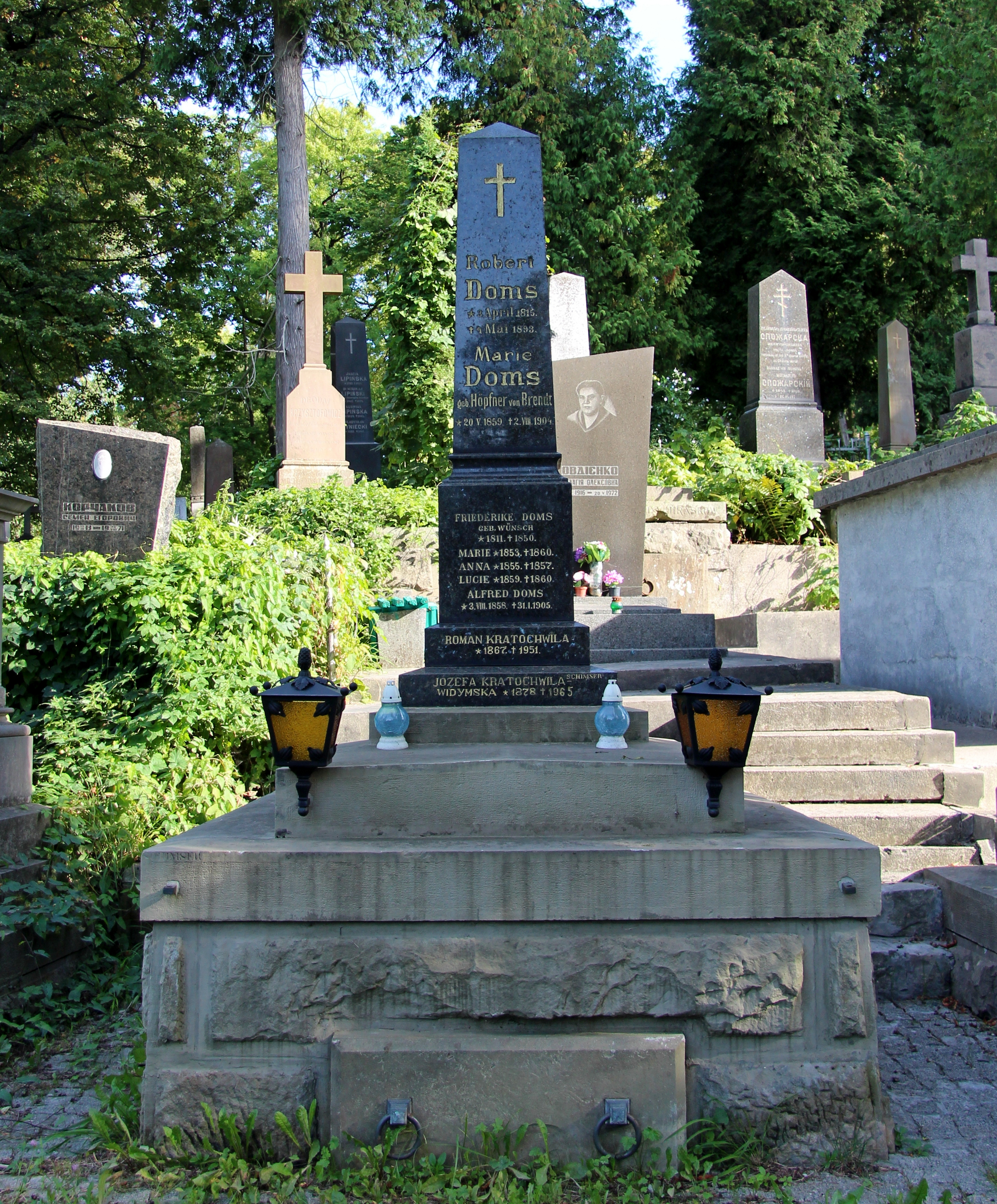
Grobowiec Domsów

Józefa Kratochwila-Widymska (ur. 1878, zm. 1965) – polska graficzka, malarka, rzeźbiarka.

## Życiorys
Odbyła studia malarskie w Wiedniu. Po odzyskaniu przez Polskę niepodległości w 1918 osiadła we Lwowie. Tam kształciła się w na Wydziale Sztuk Zdobniczych i Przemysłu Artystycznego w Państwowej Szkole Technicznej. Wspólnie ze swoim nauczycielem Ludwikiem Tyrowiczem była organizatorką lwowskich kursów grafiki, odbywających się w Muzeum Przemysłowym. W 1934 zasiadła w zarządzie Związku Lwowskich Artystów Grafików.
W styczniu 1939, jako jedyna cudzoziemka, otrzymała medal brązowy za cykl akwafort pt. Starolwowskie kramy (został wystawiony w salonie dorocznym artystów oficerów akademii w Paryżu) oraz otrzymała „Zaszczytne Wyróżnienie” („Mention Honorable”) za serię monotypii kwiatów.
Została pochowana w grobowcu rodziny Doms na Cmentarzu Łyczakowskim we Lwowie.